# Zygadenia multituberatus
Zygadenia multituberatus is een keversoort uit de familie Ommatidae. De wetenschappelijke naam van de soort is voor het eerst geldig gepubliceerd in 1980 door Lin.